# Рео (Буркина-Фасо)
Рео (фр. Réo) — город и городская коммуна в Буркина-Фасо, в Западно-Центральной области страны. Административный центр провинции Сангие.

## География
Рео расположен в центральной части страны, в 15 км к северо-западу от города Кудугу, на высоте 284 м над уровнем моря. Городская коммуна включает в себя 12 деревень и 9 городских секторов.

## Население
По данным на 2013 год численность населения города составляла 31 759 человек. Население городской коммуны по данным переписи 2006 года составляет 59 779 человек.
Динамика численности населения города по годам:
| 1996   | 2005   | 2006   | 2013   |
| ------ | ------ | ------ | ------ |
| 22 534 | 28 426 | 27 209 | 31 759 |

## Города-побратимы
- Морле, Франция